# Jaboticatubas
Jaboticatubas is een gemeente in de Braziliaanse deelstaat Minas Gerais. De gemeente telt 16.248 inwoners (schatting 2009).

## Aangrenzende gemeenten
De gemeente grenst aan Baldim, Itabira, Itambé do Mato Dentro, Lagoa Santa, Matozinhos, Nova União, Pedro Leopoldo, Santa Luzia, Santana do Riacho en Taquaraçu de Minas.